# Friday I'll Be Over U
“Friday I'll Be Over U” es el primer sencillo promocional del primer álbum de estudio Just Like You de la cantante estadounidense Allison Iraheta. Fue estrenada el 5 de octubre de 2009. La canción fue escrita por Max Martin, Shellback, Savan Kotecha y Tiffany Love. El sencillo debutó el 5 de octubre de 2009 en AOL y fue lanzado oficialmente a través de mercado digital el 3 de noviembre de 2009 antes de ser puesto en libertad en internet en octubre.

## Video musical
El vídeo oficial fue lanzado el 8 de noviembre de 2009 en Yahoo Music.

## Versión en español
La versión en español de "Friday I'll Be Over U" fue presentada en 2009 durante la sesión en vivo de Allison en AOL Sessions y ha obtenido hasta la fecha 20.699 reproducciones.

## Ventas
| Año  | Título                  | Ventas |
| ---- | ----------------------- | ------ |
| 2009 | "Friday I'll Be Over U" | 54,000 |

## Personal
- Compositor – Max Martin, Shellback, Savan Kotecha, Tiffany Amber
- Productor – Max Martin, Shellback
- Grabación – Max Martin, Shellback, Michael Ilbert
- Mezclas – Serban Ghenea
- Ingeniero de grabación – John Hanes
- Asistente de grabación – Tim Roberts
- Batería, guitarra y bajo – Shellback
- Piano – Max Martin
- Vocal – Allison Iraheta
- Masterización – Tom Coyne